# Władimir Szyszkin
Władimir Piotrowicz Szyszkin (ros. Владимир Петрович Шишкин ur. 2 lutego 1990) – rosyjski siatkarz, grający na pozycji libero. 

## Sukcesy klubowe
Puchar Challenge:
- 2017[3]
- 2016

## Sukcesy reprezentacyjne
Letnia Uniwersjada:
- 2017